# Hirsch Servo
Die Hirsch Servo Gruppe, mit Stammsitz in Österreich, ist ein internationales Unternehmen zur Nutzung der Werkstoffe EPS (expandiertes Polystyrol), EPP (expandiertes Polypropylen), XPS (extrudiertes Polystyrol), Spritz- und Faserguss. Hirsch Servo ist mit 34 Produktionswerken in 10 Ländern (Österreich, Deutschland, Frankreich, Ungarn, Polen, Rumänien, Slowakei, Ukraine, Tschechien, Slowenien) tätig und beschäftigt rund 1800 Mitarbeiter.

## Geschichte
1972 gründete Kurt Hirsch das Kärntner Unternehmen Hirsch Porozell GmbH, das auf die Herstellung von Transportschutzverpackungen aus EPS spezialisiert ist. 1976 erfolgte die Übersiedelung des Unternehmens nach Glanegg/Kärnten. Sukzessive entwickelte sich Hirsch Porozell zum Kern einer Unternehmensgruppe. Mit dem Einstieg in den Maschinenbau begann 1985 die Internationalisierung. 1989 folgte der Einstieg in den Dämmstoff-Markt. Nach einem Großbrand am 5. September 1990 wurde der Betrieb neu aufgebaut. 1992 begann die Einführung der Thermozell-Leichtbeton-Produkte.
1996 wurde die erste ungarische Tochtergesellschaft gegründet. Im Folgejahr, kam der Börsengang. 1998 begann der Einstieg in das EPS-Blockformen-Geschäft und in den Schneidanlagemarkt durch den Erwerb der Hirsch Wieser GmbH. 2000 erfolgte die Einrichtung des Kompetenzzentrums Hirsch Maschinen- & Anlagenbau. 2002 gingen in Ungarn zwei weitere Produktionsstätten in Betrieb. Weitere Fertigungsstätten folgten in Polen, der Slowakei und Rumänien.
2014 wurde die Firma Herz neuer Mehrheitseigentümer der Hirsch Servo AG. 2017 erfolgte die Gründung der Tochtergesellschaft Hirsch Porozell TOV in der Ukraine. Im gleichen Jahr folgte das Delisting der Hirsch Servo AG von der Wiener Börse. 2018 übernahm das Unternehmen drei deutsche Dämmstoffproduktionen vom französischen Saint-Gobain-Konzern sowie 66 % an der deutschen Synbra-Tochtergesllschaft IsoBouw GmbH mit vier Dämmstoffproduktionen. 2019 errichtete Hirsch ein Kompetenzzentrum für Papierfaserguss in Glanegg/Österreich.
2020 erwarb die neu gegründete Hirsch France SAS, an welcher die Hirsch Porozell GmbH die Mehrheit hält, sechs EPS-Dämmstoffproduktionsstätten in Frankreich (vormals Placoplatre) und übernahm 49,9 % an der französischen Isossol SAS mit zwei weiteren Werken. Ende Oktober 2020 erfolgte mit dem Kauf des tschechischen EPS- und Fasergussverarbeiters Novopol die Expansion nach Tschechien, die im April 2021 mit der Übernahme zweier Werke des tschechischen EPS-Verpackungsspezialisten Morapal sowie im April 2022 durch den Erwerb des slowakischen Formzeugspezialisten Ingmetal und des slowenischen Maschinenbauers Koviflex, ihre Fortsetzung fand. 2023 wurden der Präzisionskomponenten-Hersteller Hellmerich in Seeboden/Österreich, eine XPS-Dämmstoffproduktion in Tunari/Rumänien, das deutsche Maschinenbauunternehmen Erlenbach sowie der tschechische Spritzgusshersteller Renostav akquiriert.

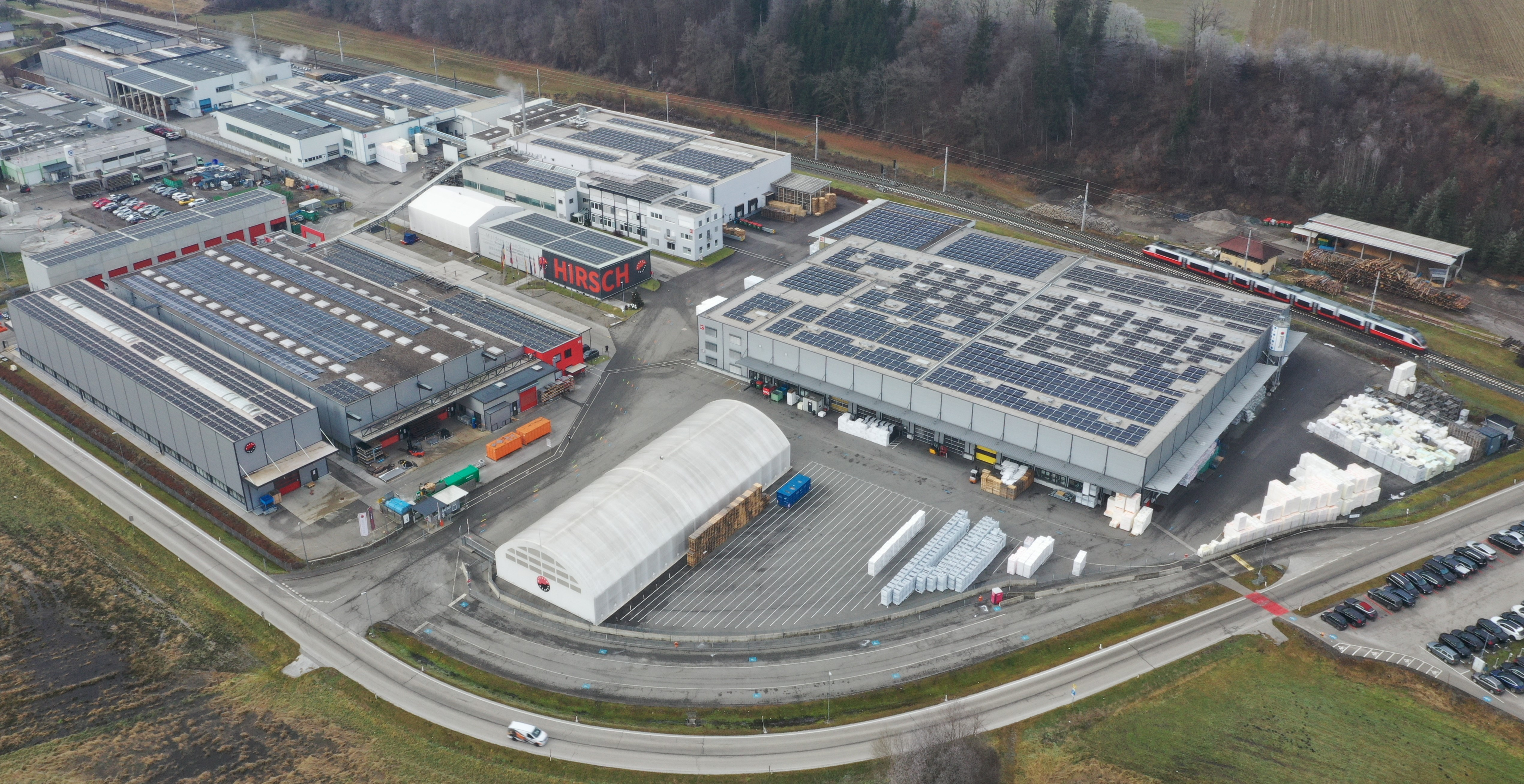
Hirsch Servo AG in Glanegg, Österreich

## Konzernstruktur
Folgende Personen gehören den Führungsgremien an:

### Aufsichtsrat
- Gerhard Glinzerer, Aufsichtsratsvorsitzender seit 5. Mai 2014
- Damir Rutar, stellvertretender Aufsichtsratsvorsitzender seit 12. Oktober 2023
- Johann Moser, Aufsichtsrat seit 5. Mai 2014
- Peter Hosek, Aufsichtsrat seit 5. Mai 2014

### Vorstand
- Harald Kogler, CEO seit 28. November 2013; bestellt bis 31. Dezember 2025
- Wolfgang Landler, Vorstandsmitglied seit 1. April 2025; bestellt bis 31. März 2028

## Produkte
- Transportschutz- und Verpackungslösungen für Produkte sowie Formteile zur Sicherheit für Menschen
- Formteile mit speziellen Materialanforderungen
- Technische Formteile für industrielle Anwendungen
- Dämmstoffe für Innen- und Außenwände, Dächer, Decken und Böden, als Schwimmbadsteine oder als Wärmedämm-Leichtbeton
- Systemplatten für Fußbodenheizungen
- Maschinen und Anlagen sowie Formwerkzeuge für die Verarbeitung von Partikelschäumen und Faserguss zu Formteilen und Dämmstoffen[17]
- Präzisionskomponenten
- Spritzgussteile